# Obelisco di San Gennaro
L'obelisco di San Gennaro (o più propriamente guglia di San Gennaro) è un obelisco barocco (h. 24 metri) databile tra il 1636 e il 1660 progettato in marmo e bronzo da Cosimo Fanzago e situato in piazza Riario Sforza a Napoli, tra la reale cappella del Tesoro di san Gennaro ed il Pio Monte della Misericordia.
Delle tre grandi guglie di Napoli è la più antica della città.

## Storia e descrizione
L'obelisco fu commissionato nel 1636 dalla Deputazione del Tesoro di San Gennaro in ringraziamento per lo scampato pericolo durante l'eruzione del Vesuvio del 1631. Il progetto fu affidato a Cosimo Fanzago, il quale com'era solito fare, procedette nell'esecuzione molto lentamente: al 1647 era infatti completato solo il piedistallo, anche se il ritardo non era imputabile questa volta all'architetto bensì alla Deputazione, che era dovuto apporvi su di essa una colonna antica di marmo cipollino offerta alla città dal cardinale Francesco Boncompagni.
I lavori ripresero solo nel 1657, omettendo la colonna Boncompagni e realizzando la struttura marmorea così com'è. L'opera poté dirsi ultimata solo nel 1660.
La struttura è composta da una sorta di colonna quadrangolare sulla quale sono collocate le grandi volute che terminano in un capitello corinzio riccamente decorato. Alla sommità del monumento si innalza la statua in bronzo di San Gennaro, opera di Tommaso Montani su modello del Fanzago, con in basso quattro angeli recanti gli attributi del santo (mitra, pastorale e le ampolle); alla base invece è la scultura della Sirena Partenope che regge uno scudo recante parole di gratitudine della città al santo citate dal padre Giovan Battista Mascolo.
In origine alla base del monumento era l'autoritratto del Fanzago scolpito in mezzo rilievo a forma di medaglione, oggi ricollocato nel Museo nazionale di San Martino.